# Vårgårda (đô thị)
Đô thị Vårgårda (Vårgårda kommun) là một đô thị ở hạt Västra Götaland ở phía tây Thụy Điển. Thủ phủ là thị xã Vårgårda.  Dân số nơi đây vào năm 2020 là khoảng 5.825 người. Vårgårda có diện tích là 4.31 km² với mật độ dân số là 1.192 người/km².
Đô thị này được thành lập trong cuộc cải cách chính quyền địa phương năm 1952, thông qua việc hợp nhất nhiều đô thị rất nhỏ. Đô thị mới thành lập này lấy tên từ trung tâm dân cư duy nhất lớn hơn trong khu vực là Vårgårda.
Vårgårda có một khí hậu đại dương với mùa hè ấm áp và mùa đông ôn hòa. Vårgårda nằm giữa các thị trấn và thành phố lớn,có thể tiếp cận dễ dàng đến các khu vực lân cận. Thị trấn này cũng là nơi đặt trụ sở của một số công ty quốc gia như Autoliv.

## Các trung tâm dân cư
Thủ phủ đô thị này là Vårgårda nằm giữa Alingsås và Herrljunga - trung tâm dân cư duy nhất có dân số hơn 200 người trong đô thị có ngành nông nghiệp là chủ yếu này.